# Liste der Naturdenkmale im Gutsbezirk Reinhardswald
Die Liste der Naturdenkmale im Gutsbezirk Reinhardswald nennt die im gemeindefreien Gutsbezirk Reinhardswald im Landkreis Kassel in Hessen gelegenen Naturdenkmale. Dies sind gegenwärtig Bäume an 4 Standorten, sowie 4 Flächenhafte Naturdenkmale, darunter der „Trockene Wolkenbruch“ bei Trendelburg.

## Bäume
| Bild                          | Bezeichnung                                 | Ortsteil, Lage                                           | Beschreibung | Art             | Nr.      |
| ----------------------------- | ------------------------------------------- | -------------------------------------------------------- | --- | --------------- | -------- |
| mehr Fotos \| Fotos hochladen | 1 alte Huteeiche „Lohengrineiche“           | Oberförsterei Gahrenberg 51° 27′ 14,7″ N, 9° 32′ 19,3″ O | Traubeneiche ca. 3,0 km nördlich des Ortsrandes von Holzhausen. Die beeindruckende alte Huteeiche steht in einer Schneise im südlichen Bereich des Reinhardswaldes, ca. 300 m westlich der L 3232 und unweit der „Gerichtseiche“ (s. u.). Der Stamm ist hohl und nicht mehr alle Hauptäste sind erhalten. Stammumfang: 6,25 m Höhe: 15 m Pflanzjahr: ca. 1655 OSM-Link zur Kartendarstellung: „Lohengrineiche“ im südlichen Reinhardswald | Quercus petraea | 6.33.671 |
| mehr Fotos \| Fotos hochladen | 1 alte Huteeiche „Gerichtseiche“            | Oberförsterei Gahrenberg 51° 27′ 9,9″ N, 9° 32′ 28,5″ O  | Stieleiche ca. 3,0 km nördlich des Ortsrandes von Holzhausen. Die außergewöhnliche, sehr alte Huteeiche steht im südlichen Bereich des Reinhardswaldes, ca. 100 m westlich der L 3232. Der Baum zeigt nicht mehr die typische Figur eines Baumes, sondern bildet eine Skulptur, bei der im Winter schwierig zu erkennen ist, welche Bestandteile bereits zu Totholz übergegangen, und welche noch lebendig sind. Im Sommer zeigt sich die Eiche in Teilen noch grün und lebend. Um 2019/2020 wurde die gesamte geschädigte Fichtenmonokultur um den Standort der Eiche gefällt. Der Baum steht seitdem frei und ist gegenwärtig auch von der L 3232 aus zu sehen. Später wurde diese Fläche eingezäunt, die Eiche ist seitdem nicht mehr zugänglich. Die „Gerichtseiche“ gehört zu den Bäumen, bei denen das Alter nicht nur geschätzt, sondern wissenschaftlich bestimmt wurde (vgl. Liste der Naturdenkmale im Landkreis Kassel#Altersbestimmte Bäume). Mit einem im Jahr 2005 festgestellten Alter von etwa 550 Jahren ist die Eiche der vermutlich älteste lebende Baum im Landkreis Kassel. Stammumfang: 7,85 m Höhe: 15 m Pflanzjahr: ca. 1455 (nach Altersbestimmung) OSM-Link zur Kartendarstellung: „Gerichtseiche“ im südlichen Reinhardswald | Quercus robur   | 6.33.673 |
| mehr Fotos \| Fotos hochladen | Eichengruppe „Englischer Garten“ (28 Stck.) | Oberförsterei Karlshafen 51° 37′ 5,4″ N, 9° 29′ 19,3″ O  | Stieleichen im Reinhardswald ca. 2,0 km südöstlich von Helmarshausen. Die Bäume stehen mitten im Wald, auf einer langgezogenen Wildäsungsfläche. Von den 28 Eichen sind gegenwärtig noch 27 erhalten, eine allerdings nur noch als abgestorbener Stamm. Ein weiterer Stamm liegt als Totholz am Boden. Im Südwesten kreuzt ein Forstweg die Fläche und erschließt das interessante Gelände. Stammumfänge: 2,80 bis 4,35 m Höhe: bis 26 m Pflanzjahr: ca. 1775 OSM-Link zur Kartendarstellung: Der zentrale Baum der Eichengruppe „Englischer Garten“ | Quercus robur   | 6.33.676 |
| mehr Fotos \| Fotos hochladen | 1 alte Huteeiche                            | Oberförsterei Veckerhagen 51° 33′ 13,1″ N, 9° 34′ 9,6″ O | Traubeneiche im Reinhardswald ca. 2,5 km nordöstlich der Sababurg. Die alte Huteeiche steht abgelegen in einem Waldstück. Etwa 150 m nördlich verläuft ein Forstweg, der Bestandteil des Hugenotten- und Waldenserpfades ist. Ein anderer naheliegender Forstweg, 250 m südwestlich, ist Teil des Weserberglandweges. Der Stamm der alten Eiche ist bis in große Höhe mit zahlreichen Verdickungen besetzt, wohl sogenannten Maserknollen. Stammumfang: 5,30 m Höhe: 24 m Pflanzjahr: ca. 1705 OSM-Link zur Kartendarstellung: Traubeneiche im Reinhardswald | Quercus petraea | 6.33.678 |

## Flächenhafte Naturdenkmale
| Bild           | Bezeichnung                   | Ortsteil, Lage                                               | Beschreibung | Nr.      |
| -------------- | ----------------------------- | ------------------------------------------------------------ | --- | -------- |
| weitere Bilder | Straußfarnbestände            | Oberförsterei Gahrenberg 51° 26′ 45,6″ N, 9° 34′ 11,8″ O     | Erlen-Sumpfwald mit Sickerquelle und Quellsumpf im südlichen Reinhardswald, ca. 2,5 km nordöstlich von Holzhausen. Das Naturdenkmal beherbergt einen großen Bestand an Straußfarnen. Die geneigte Fläche liegt am Nordhang des Gahrenberges, südlich der „Kohlenstraße“, auf Höhe der ehemaligen Zechenanlage. Fläche: ca. 0,6 ha OSM-Link zur Kartendarstellung: „Straußfarnbestände“ im südlichen Reinhardswald | 6.33.672 |
| weitere Bilder | Trockener Wolkenbruch         | Trendelburg 51° 34′ 34,2″ N, 9° 26′ 25,6″ O                  | Erdfall ca. 300 m östlich von Trendelburg. Der Hang des natürlich entstandenen Trichters ist mit Buchen bewachsen. Das Naturdenkmal 6.33.778 „Nasser Wolkenbruch“, ebenfalls ein Erdfall jedoch mit Wasser gefüllt, liegt etwa 300 m weiter östlich, siehe dazu Liste der Naturdenkmale in Trendelburg. Fläche: ca. 1,0 ha OSM-Link zur Kartendarstellung: „Trockener Wolkenbruch“ bei Trendelburg Siehe auch den Wikipediaartikel Wolkenbrüche bei Trendelburg | 6.33.674 |
| weitere Bilder | Buntsandsteinbruch Königsberg | Oberförsterei Bad Karlshafen 51° 38′ 28″ N, 9° 28′ 20,5″ O   | Aufgelassener Buntsandstein-Bruch ca. 1 km westlich von Bad Karlshafen. Der ehemalige Steinbruch liegt an einem bewaldeten Hang nördlich der Diemel. Im Nordosten des Naturdenkmals erhebt sich eine mächtige Steilwand mit vorgelagerter Geröllhalde. Die Grundfläche des Geländes ist vollständig mit Gehölzen bewachsen, die ein Betreten fast unmöglich machen. Direkt südlich des Naturdenkmals führt ein Fußweg durch den Wald, der Bestandteil mehrerer Wanderwege ist. Fläche: ca. 1,3 ha OSM-Link zur Kartendarstellung: „Buntsandsteinbruch Königsberg“ bei Bad Karlshafen | 6.33.675 |
| weitere Bilder | Buntsandsteinbruch Zelle      | Oberförsterei Bad Karlshafen 51° 37′ 49,1″ N, 9° 29′ 40,3″ O | Aufgelassener Buntsandstein-Bruch im Norden des Reinhardswaldes, an der Weser. Das Gelände liegt direkt an der Bundesstraße 80. Der ehemalige Steinbruch besteht aus 2 Bereichen mit getrennten Zugängen von der Straße her. Die Grundfläche beider Bereiche ist vergleichsweise klein und mit Gehölzen bewachsen. Nach Südwesten steigt der bewaldete Hang des Reinhardswaldes an. Fläche: ca. 1,06 ha OSM-Link zur Kartendarstellung: „Buntsandsteinbruch Zelle“ an der Weser | 6.33.677 |

## Belege und Fußnoten
1. ↑  Nach dem amtlichen Kataster der Unteren Naturschutzbehörde des Landkreises Kassel und vor Ort Recherche 2016 bis August 2017.
2. ↑  Messung 2022-05-01 in h=1,30 m
3. 1 2 3 4  Angaben zu Höhe und Pflanzjahr nach Rüdiger Germeroth, Horst Koenies, Reiner Kunz: Natürliches Kulturgut - Vergangenheit und Zukunft der Naturdenkmale im Landkreis Kassel, Herausgeber: Kreisausschuss des Landkreises Kassel, Untere Naturschutzbehörde, Wolfhagen, 2005, Anhang "Bäume" S. 186 ff. Das Pflanzjahr wurde über das dort geschätzte Alter und das Erscheinungsjahr (2005) der Publikation zurückgerechnet.
4. ↑  Messung 2017-04-15 in h=1,30 m „Natürliches Kulturgut“ nennt 2005 8,30 m, allerdings sind am unteren Bereich des Stammes (wohl später) Seitenäste herausgebrochen, was Messdifferenzen erklärt.
5. ↑  vgl. zu den altersbestimmten Bäumen: Rüdiger Germeroth, Horst Koenies, Reiner Kunz: Natürliches Kulturgut - Vergangenheit und Zukunft der Naturdenkmale im Landkreis Kassel, Herausgeber: Kreisausschuss des Landkreises Kassel, Untere Naturschutzbehörde, Wolfhagen, 2005, S. 100–101. Das Pflanzjahr wurde über das ermittelte Alter und das Erscheinungsjahr (2005) der Publikation zurückgerechnet.
6. ↑  In ihrer Publikation "Natürliches Kulturgut" schreibt die Untere Naturschutzbehörde des Landkreises Kassel im Jahr 2005 unverständlicherweise von „[...] noch 25 Stieleichen [...]“
7. ↑  Messung des Maximalwertes 2017-05-07 am zentralen Baum in h=1,30 m
8. ↑  Messung 2017-08-05 in h=1,30 m
9. 1 2 3 4  Angaben nach Rüdiger Germeroth, Horst Koenies, Reiner Kunz: Natürliches Kulturgut - Vergangenheit und Zukunft der Naturdenkmale im Landkreis Kassel, Herausgeber: Kreisausschuss des Landkreises Kassel, Untere Naturschutzbehörde, Wolfhagen, 2005, Anhang "Flächenhafte Naturdenkmale" S. 162 ff.

- Karte mit allen Koordinaten:
- OSM |
- WikiMap